# لااتوما
لاتوما ("الأرض ذات الجودة") هو قسم العقارات التابع لشركة ميتساهاليتوس ، وهي شركة إدارة الغابات المملوكة للدولة في فنلندا .
باعتبارها أحد أقسام شركة ميتساهاليتوس، تقوم شركة لاتوما بشراء وبيع وتأجير أراضي الغابات والعقارات. وتتمثل مهمتها الرئيسية في تأثيث وبيع قطع الأراضي المملوكة للدولة للعائلات الفنلندية التي تستخدمها لبناء منازل العطلات . كما تبيع لاتوما عقارات أكبر وأكثر تطورًا، بما في ذلك كبائن الصيد وشاليهات التزلج. ويشارك القسم أيضًا في مشاريع طاقة الرياح .
تهدف شركة لاتوما إلى العمل بطرق صديقة للبيئة ودعم المجتمعات المحلية، وفقًا لبيان مهمتها.

## روابط خارجية
- الموقع الرسمي لـ Laatumaa (بالفنلندية)
- Metsähallitus' official website